# Bälinge kyrka, Södermanland
Bälinge kyrka är en kyrkobyggnad i Bälinge socken i Strängnäs stift. Den är församlingskyrka i Tystbergabygdens församling.

## Kyrkobyggnaden
Under slutet av 1100-talet/början av 1200-talet uppfördes de äldsta delarna av kyrkan. Denna bestod av ett cirka nio meter långt långhus och ett avlångt, smalare korparti. Vid mitten av 1300-talet byggde Bo Jonsson (Grip) borgen Sundboholm endast några kilometer från kyrkan. Troligtvis vid samma tid ombyggdes koret i det att man byggde ett bredare korparti. Samtidigt tillkom en sakristia. På 1400-talet slogs stjärnvalven i kyrkan. En förlängning av kyrkan västerut gjordes på 1500-talet. Samtidigt byggdes ett gravkor i söder samt ett vapenhus.
1656 uppfördes det Gyllenstiernska gravkoret. Årtalet finns markerat på takets vindflöjel. Byggherre var riksrådet Erik Gyllenstierna på Nynäs och hans hustru Beata von Yxkull som enligt traditionen ska ha fått sitt smeknamn ”Pintorpafrun” på grund av sin grymhet. Gravkoret är en åttkantig, tornliknande utbyggnad i öster.
Under 1700-talet togs järngallret till det Gyllenstiernska koret bort och kyrkans altare flyttades mot öster.
Den under mitten av 1800-talet kände finansministern Johan August Gripenstedt begravdes i en nymurad gravkammare på Bälinge kyrkogård den 11 augusti 1874.
Klockstapeln uppfördes 1762 och ersatte då en äldre stapel. 1802 flyttades den från den ursprungliga platsen sydväst om kyrkan till den nuvarande placeringen.
1890 genomgick kyrkan en större reparation. Två nya fönster höggs upp och övriga förstorades samt att de fick gjutjärnsbågar från Brevfens bruk. Större ojämnheter i väggar och valv fylldes ut, cementgolv i gångarna och plankgolv i resten, nya öppna bänkar liknande domkyrkans i Lund och förgyllningarna restaurerades och omförgylldes. och återinvigdes 14 december 1890.

### Interiör

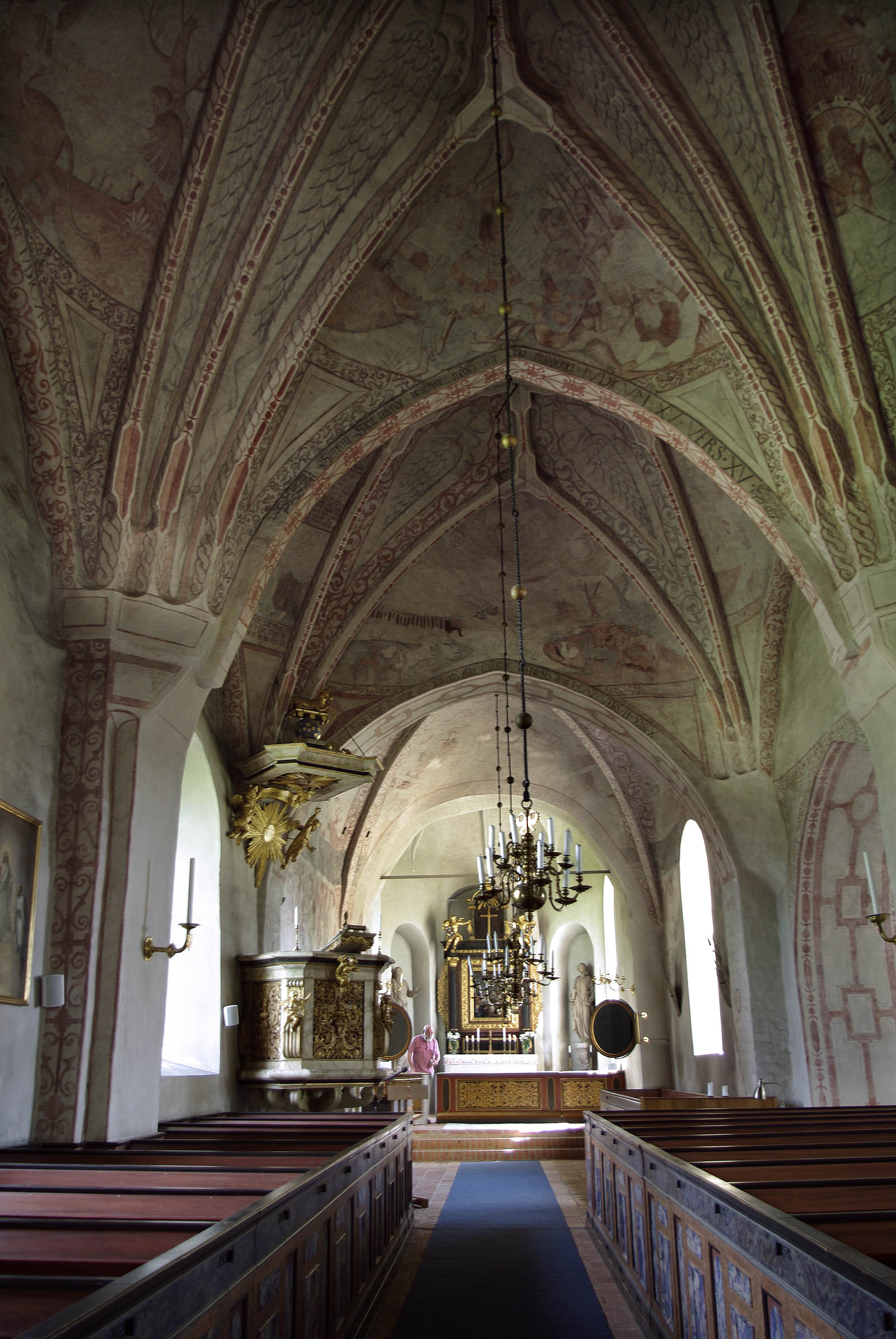
Bälinge långhus mot öster.

Ett antal medeltida invigningskors finns målade på pilastrarna mellan kor och långhus. I övrigt domineras kyrkan helt av målningar utförda av Peder målare 1621-1622. Det var bland annat Ingeborg Bielkenstierna på Björksund som bekostade dessa under åren 1621-1622. Peder målares arbeten finns även i kyrkorna i Tystberga, Tuna och Bergshammar. Som förlagor för hans rikt detaljerade konstverk har använts tyska bibelträsnitt men också kopparstick av bland annat Albrecht Dürer.
I koret märks Passionssviten, det vill säga Jesu lidande. Här ses Getsemanescenen, tillfångatagandet, Jesus inför Kaifas, Pilatus som tvår sina händer, korsfästelsen, gravläggningen, uppståndelsen och Jesu himlafärd. Sviten avslutas med en scen av Yttersta domen.
I långhusets östra valv återfinns skapelseberättelsen med Adam och Eva som centralfigurer. I det efterföljande valvet mot väster har Peder målare valt att helt skildra bilder ur Simsons liv. I den västligaste valvtravén återges de fyra elementen och här ses symboler för luft, eld och vatten.
Till reparationen av kyrkan 1890 skänkte privatpersoner en del föremål: en altartavla med Kristi förklaring skänkt av fröken Fanny Blomberg i Mosstena, två stora terrakottafigurer till altarets sidor, kopior av Peter och Paulus av Thorvaldsen, och inköpta i Berlin skänkta av vice häradshövding Carl Gripenstedt på Nynäs, altarduk skänkt av fru Helena Hedberg i Tumba och två sjupipiga lampetter skänkta av Gustaf Johan Gripenstedt på Oppeby.

## Inventarier
Altaruppsatsen, predikstolen och läktarbarriären är högklassiga snickeriarbeten från början på 1700-talet. Altarmålningen föreställer Kristus på korset.
Predikstolen är utförd av Stockholmsbildhuggaren Daniel Kortz och den uppsattes 1709.
I sakristian hänger den stora målningen av kyrkoherde Lucas Olai Gadd med sin stora familj. Han var kyrkoherde mellan åren 1654 och 1680. Målningen är signerad Johan Raam 1678.

## Orgel
- Mellan 1700 och 1706 skänkte grevinnan Eva Lewenhaupt, Nynäs, en orgel med sex stämmor. Orgeln stod på en läktare. Både orgeln och läktaren målades på hennes bekostnad. Hennes vapen sattes även dit.[2] Olof Lax, Nyköping reparerade orgelverket 1708 för 48 daler.[3][4]
- 1759 byggde Jonas Gren och Petter Stråhle, Stockholm en orgel med sju stämmor. Orgeln kostade 3300 daler.[5] Den utökades 1805 av Lorentz Peter Lorin till 9 stämmor.

| Manual                       |
| Gedackt 8'                   |
| Principal 4'                 |
| Spetsflöjt 4'                |
| Kvinta 3'                    |
| Oktava 2'                    |
| Scharf III                   |
| Trumpet 8' (halverad stämma) |

- Den nuvarande orgeln är byggd 1890 av E. A. Setterquist & Son, Örebro och är en mekanisk orgel. Den har ett tonomfång på 54/25. Den är bevarad i ursprungligt skick och har en fasad ritad av arkitekten Folke Zettervall. Orgeln kostade 4 165 kr. Orgeln invigdes 14 december 1890.[1]

| Manual                  | Pedal   | Koppel      |  |
| Borduna 16' B/D         | Bihängd | Man 4'/Man. |  |
| Principal 8'            |         |             |  |
| Flûte Harmonique 8'     |         |             |  |
| Rörflöjt 8'             |         |             |  |
| Gamba & Salicional 8' B |         |             |  |
| Salicional 8' D         |         |             |  |
| Gamba 8' D              |         |             |  |
| Octava 4'               |         |             |  |
| Octava 2'               |         |             |  |
| Trompet 8'              |         |             |  |

### Diskografi
- Klanger från fyra sekel : orglar i Strängnäs stift / Melin, Markus, orgel. CD. Svenska kyrkan. Nummer saknas. 2011.

## Galleri

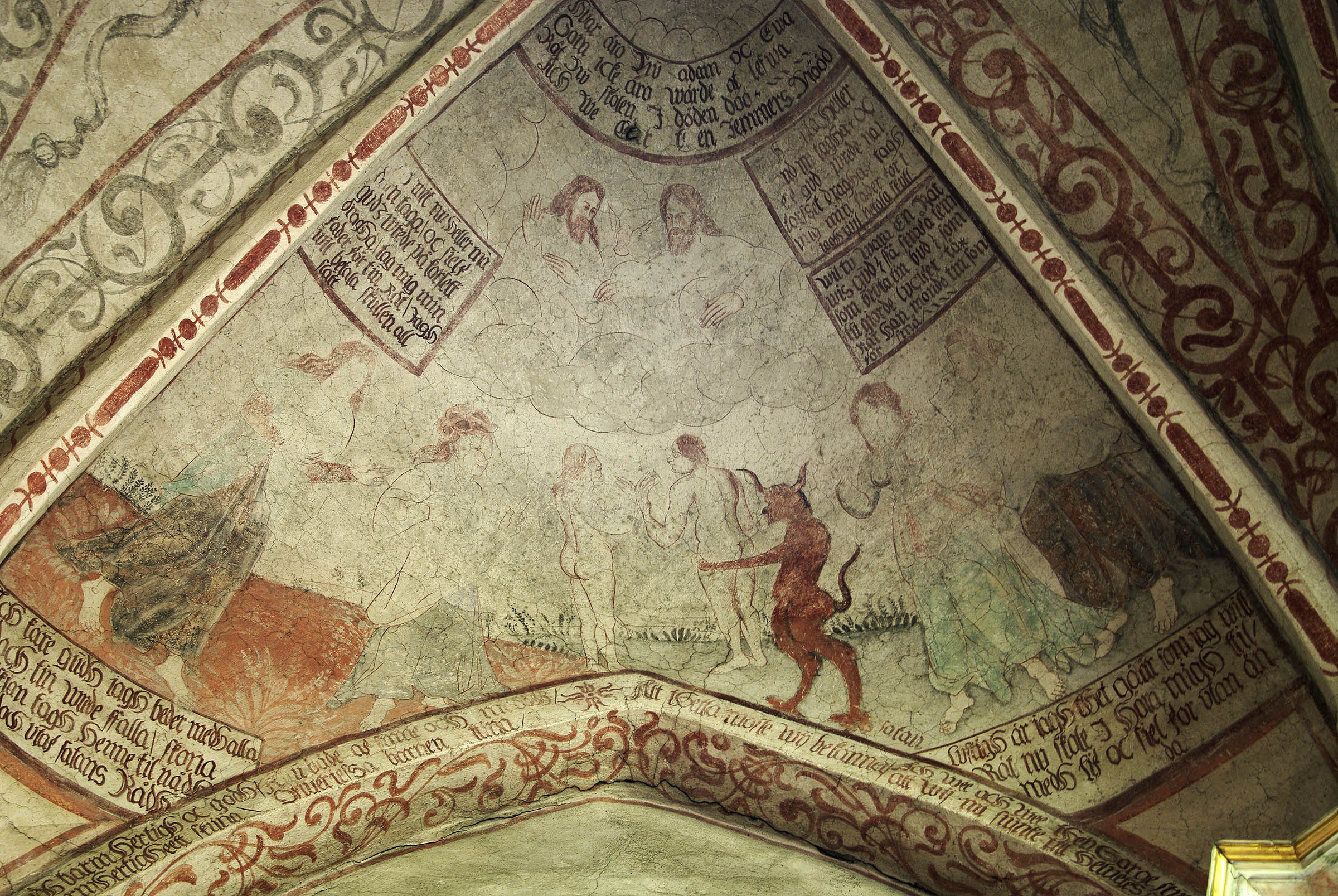
Yttersta Domen
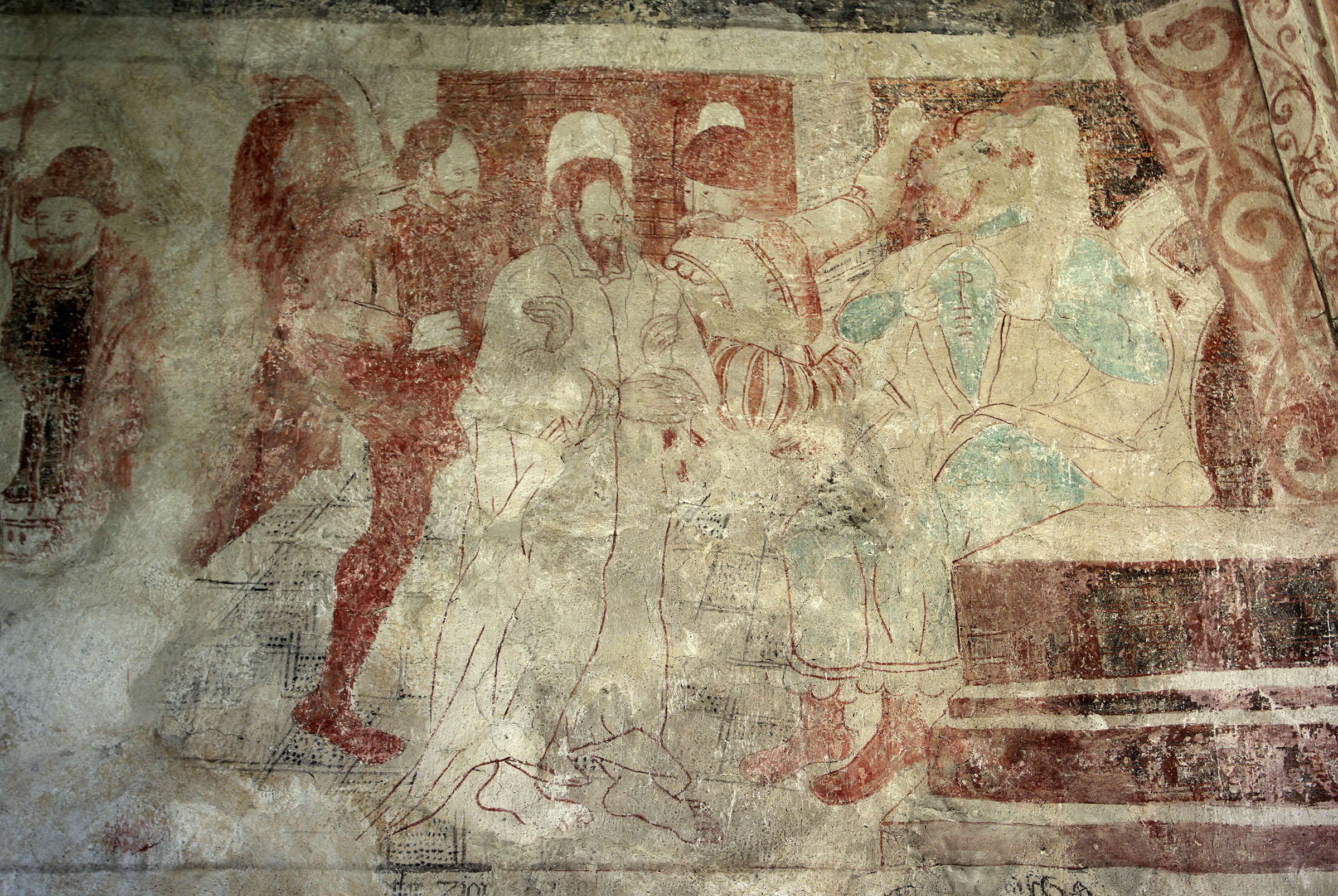
Jesus lidande
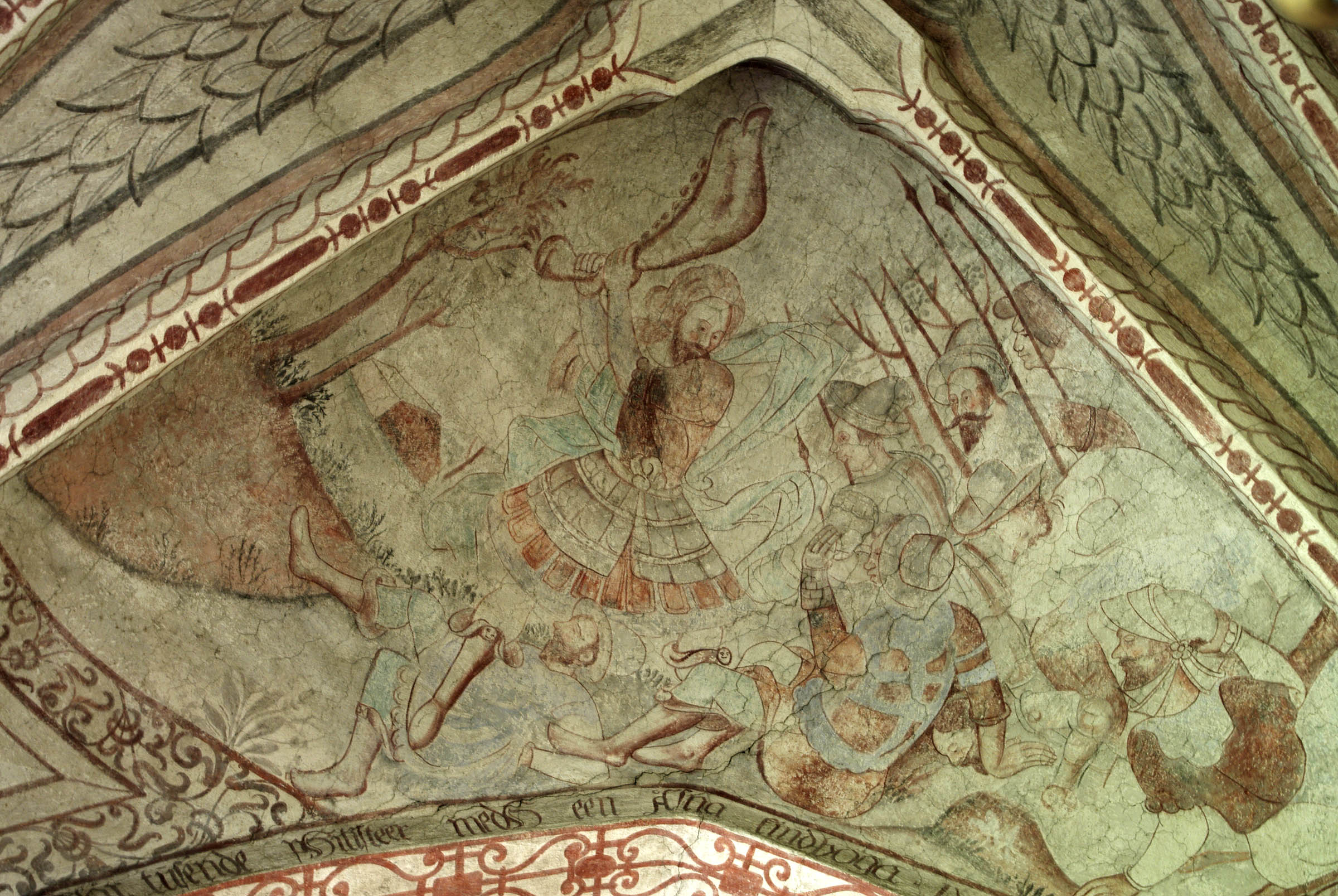
Simsons strid
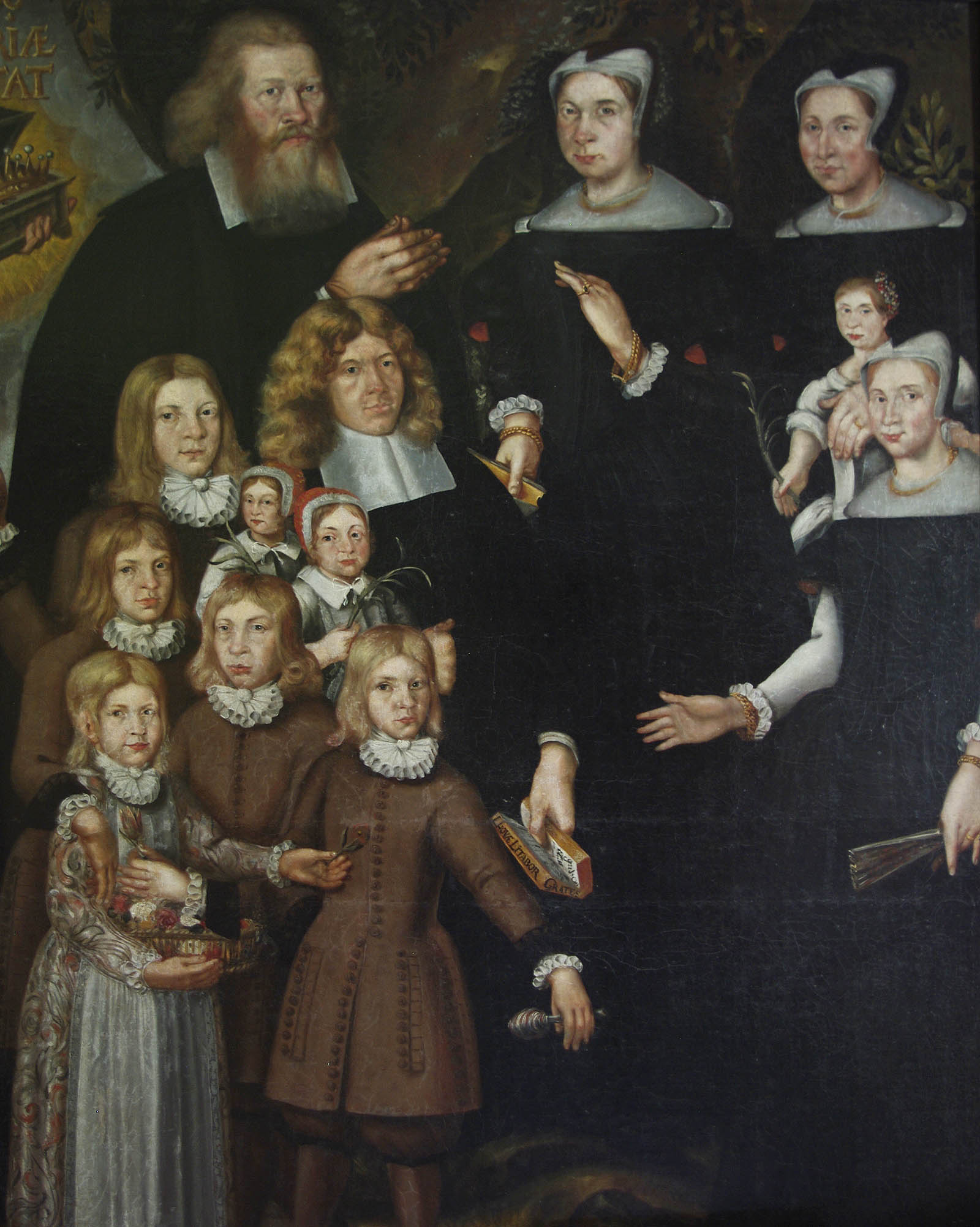
Lucas Olai Gadd med familj
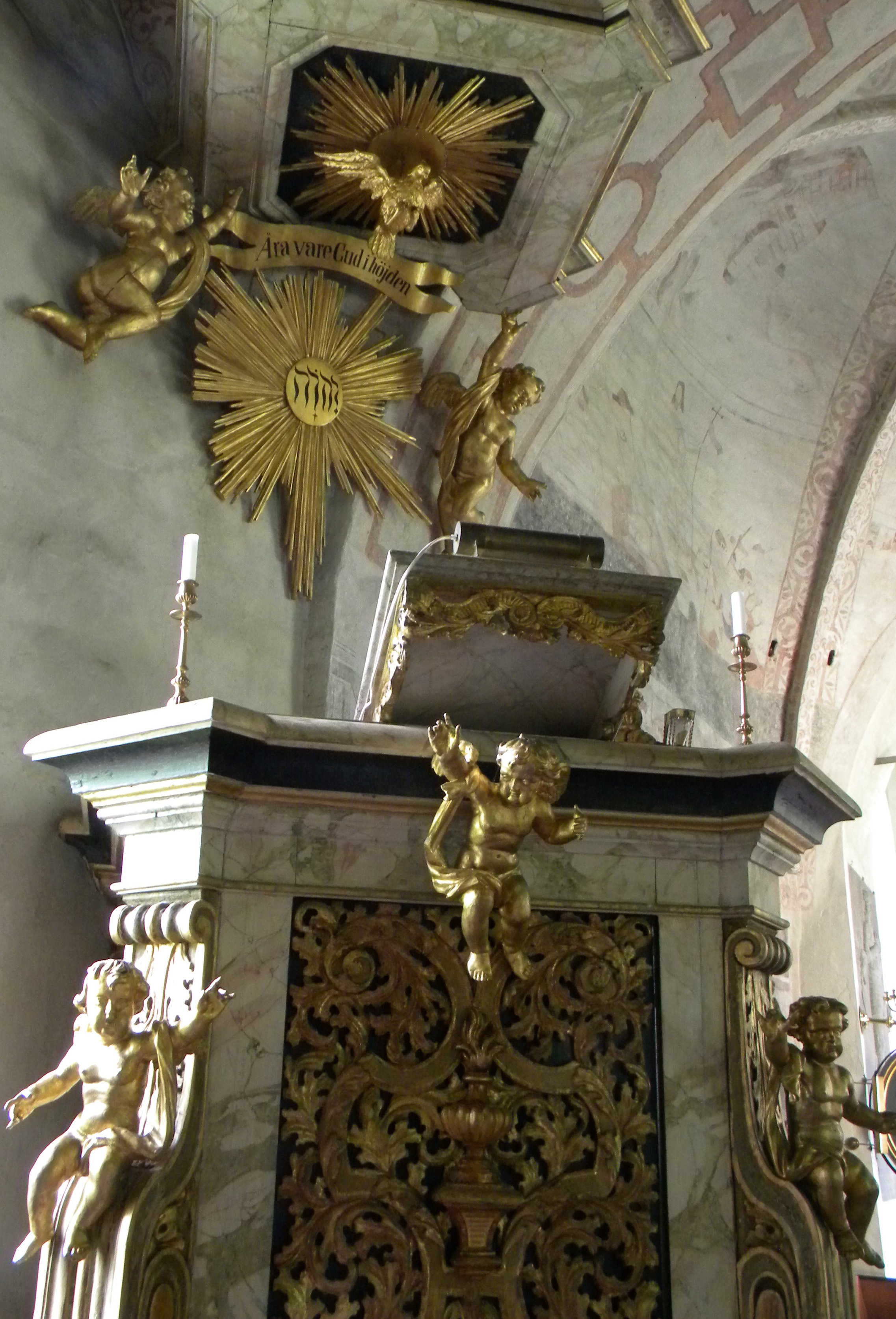
Predikstol från 1709
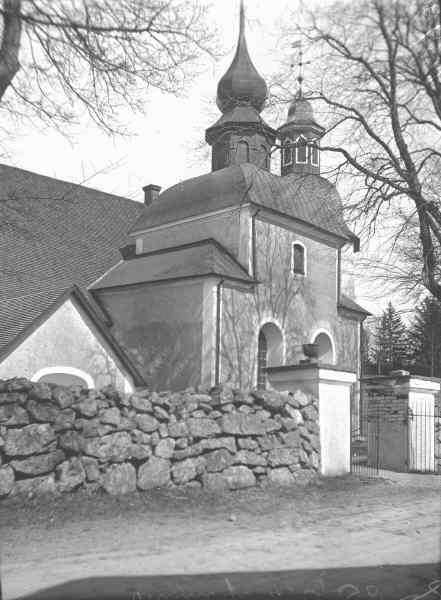
Exteriör, Bälinge kyrka mot söder.
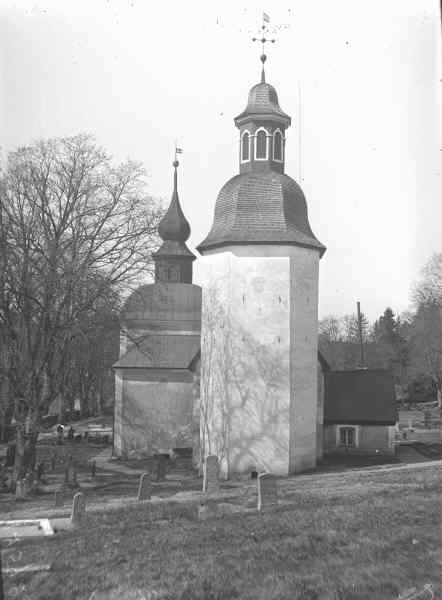
Exteriör, Bälinge kyrka mot öster.

### Webbkällor
- Svenska Kyrkans webbplats
- byggnadspresentation